# Podróż nad morze
Podróż nad morze – polski film fabularny z 1983 roku w reżyserii Ryszarda Rydzewskiego.

## Opis fabuły
Bohaterem filmu jest czternastoletni chłopiec o imieniu Romek, który, gdy umiera mu matka, zostaje sierotą. Po jej śmierci chłopiec stara się wieść normalne życie. Niespodziewanie dowiaduje się, że podobno ma jeszcze ojca - nazywa się on Jan Galik, jest znanym artystą i mieszka w Krakowie. Chłopiec postanawia go odnaleźć.

## Obsada
- Iwona Głębicka - Irena Rowicka
- Joanna Jędryka - Anna, przyszywana ciocia Romka
- Teresa Lipowska - dyrektorka pogotowia opiekuńczego
- Aleksander Mróz - Romek Nowak
- Tomasz Jarosiński - Zygmunt
- Mirosława Marcheluk - nauczycielka matematyki
- Ferdynand Matysik - mąż Anny
- Jerzy Schejbal - Jan Galik
- Mieczysław Janowski - nauczyciel geografii
- Kazimierz Ostrowicz - konduktor
- Tadeusz Skorulski - milicjant
- Eliasz Kuziemski - minister
- Andrzej Bielski
- Aleksandra Leszczyńska